# 1511
Відродження •  Доба великих географічних відкриттів •  Ганза •  Ацтецький потрійний союз •  Імперія інків

## Геополітична ситуація
Османську державу очолює Баязид II (до 1512). Імператором Священної Римської імперії є Максиміліан I Габсбург (до 1519). У Франції королює Людовик XII (до 1515).
Середню частину Апеннінського півострова займає Папська область. Неаполітанське королівство на півдні захопила Іспанія. Могутними державними утвореннями півночі є Венеційська республіка, Флорентійська республіка, Генуезька республіка та герцогство Міланське.
Кастилія і Леон та Арагонське королівство об'єднані в Іспанське королівство, де править Фердинанд II Арагонський (до 1516). В Португалії королює Мануел I (до 1521).
Генріх VIII є королем Англії (до 1547), королем Данії та Норвегії Юхан II (до 1513). Сванте Нільссон є регентом Швеції. Королем Угорщини та Богемії є Владислав II Ягелончик. У Польщі королює Сигізмунд I Старий (до 1548), він же залишається князем Великого князівства Литовського.
Галичина входить до складу Польщі. Волинь належить Великому князівству Литовському. Московське князівство очолює Василій III (до 1533).
На заході євразійських степів існують Казанське ханство, Кримське ханство, Астраханське ханство Ногайська орда. У Єгипті панують мамлюки. У Китаї править династія Мін. Значними державами Індостану є Делійський султанат, Бахмані, Віджаянагара. В Японії триває період Муроматі.
У Долині Мехіко править Ацтецький потрійний союз на чолі з Монтесумою II (до 1520). Цивілізація мая переживає посткласичний період. В Імперії інків править Уайна Капак (до 1525).

## Події

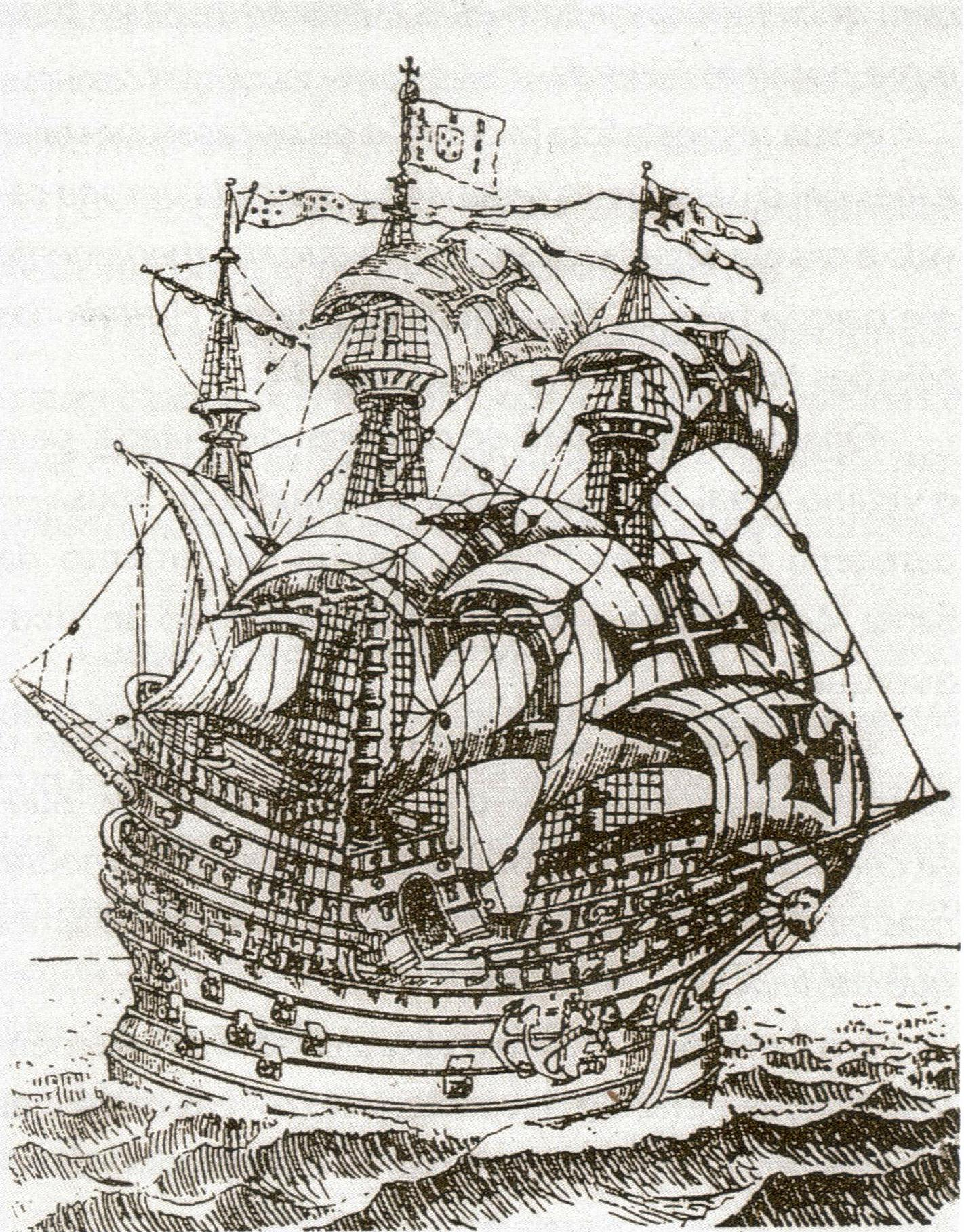
Frol de la Mar. Картина Франциско Родрігеса.

- 13 лютого — Альберт Гогенцоллерн став великим магістром Тевтонського ордену.
- Війна Камбрейської ліги:
  - Папа римський Юлій II захопив Марандолу.
  - Французькі війська взяли Болонью.
  - У Пізі французи скликали схизматичний собор з метою змістити Юлія II.
  - Англія та Іспанія утворили союз проти Франції.
- Португальці на чолі з Афонсу де Альбукеркі захопили Малакку. Столиця Малакського султанату перемістилася в Джохор.
- Корабель Афонсу де Альбукеркі Frol do mar зі здобиччю на борту затонув, сівши на мілину. Десь там у морі лежать 200 скринь із дорогоцінним камінням.
- Португальці здійснили подорож до Молюккських островів, відкрили Тимор і бачили береги Нової Гвінеї. Їхні посли також відвідали Аюттхаю.
- Дієго Веласкес Консуело де Куельяр та Ернан Кортес завоювали Кубу.
- Почалося іспанське завоювання Юкатану.
- На Пуерто-Рико спалахнуло повстання таїно.
- В Анатолії спалахнуло прошиїтське повстання Шахкулу.
- Бабур відвоював Самарканд.

## Народились
Дивись також Народилися 1511 року
- 30 липня — Джорджо Вазарі, італійський архітектор, історик мистецтва.

## Померли
Дивись також Померли 1511 року